# Obecné užívání pozemních komunikací
Obecné užívání pozemních komunikací je institut správního práva, který dává veřejnosti právo za stanovených podmínek používat veřejné pozemní komunikace.  

## Česká republika
V České republice obecné užívání pozemních komunikací stanovuje a upravuje § 19 a násl.  zákona č. 13/1997 Sb., o pozemních komunikacích.  Podle něj smí každý užívat pozemní komunikace bezplatně obvyklým způsobem a k účelům, ke kterým jsou určeny, ovšem v mezích pravidel provozu na pozemních komunikací a za podmínek stanovených silničním zákonem, pokud pro zvláštní případy nestanoví tento zákon nebo jiný právní předpis jinak.  
Omezení tohoto práva může vzniknout zejména uzavírkami nebo dočasnými zákazy stání a zastavení vozidel, ať už z důvodu stavebních prací a údržby, nebo například kvůli zvláštnímu užívání pozemní komunikace. Zákon rovněž vychází z toho, že část účelových komunikací není veřejně přístupná a na části může být veřejná přístupnost zákonným postupem omezena, čímž je omezeno i obecné užívání. 
Zvláštními případy, kdy na základě zákona je omezena bezplatnost užívání, je zejména podmínka zaplacení dálničního poplatku (mýtného) na většině úseků dálnic a vybraných úsecích silnic I. třídy, a placené parkovací zóny či vyhrazená parkoviště. Možnosti zpoplatnění pozemních komunikací (mýtné nebo časový poplatek) silniční zákon deleguje na prováděcí předpis, přímo zákon však  vyjmenovává okruhy vozidel a uživatelů, kteří jsou od poplatku ze zákona osvobozeni. 
Součástí právní úpravy obecného užívání je i ustanovení, že uživatel se musí přizpůsobit stavebnímu stavu a dopravně technickému stavu dotčené pozemní komunikace, a řada ustanovení týkajících se zákazu poškozování a znečišťování komunikací včetně odstavování vraků, svévolných změn dopravního značení, zákazu provozování pojízdných nebo přenosných čerpacích stanic na jiných než účelových komunikacích atd. Na účelových komunikacích je možno provozovat i některé činnosti, které jsou na dálnicích, silnicích a místních komunikacích zakázány, například používat pásová vozidla, sněhové řetězy či hroty v pneumatikách, rozjíždět dočasné skládky údržbových hmot, otáčet zemědělské nebo lesní stroje a potahy atd. 
Problematickým aspektem aktuální české právní úpravy jsou zejména veřejně přístupné účelové komunikace. Režim jejich obecného užívání zákon do značné míry přiblížil obecnému užívání silnic a místních komunikací, avšak v mnohem menší míře zde platí jak povinnosti vlastníků (např. vlastník nemá ze zákona povinnost údržby), tak kompetence správních orgánů, a zákon nijak neřeší veřejnou kompenzaci vlastníkovi za veřejnou službu, kterou prostřednictvím takových komunikací poskytuje. V právním režimu účelových komunikací přitom často zůstávají také nekategorizované komunikace, tedy de facto místní komunikace, které zůstaly ve vlastnictví soukromého investora a nebyly zakategorizovány jako místní komunikace. 